# Superman: The Man of Steel (videogioco 2002)
Superman: The Man of Steel è un videogioco in stile avventura dinamica per Xbox. Basatosi sul personaggio Superman della DC Comics, il videogioco è stato sviluppato dalla Circus Freak, e pubblicato dalla Infogrames sotto il nome del marchio di Atari e in congiunzione con Warner Bros. Interactive Entertainment e DC Comics.

## Trama
La trama del gioco (scritta da Scott Peterson, che l'anno successivo all'uscita del gioco avrebbe contribuito alla sceneggiatura di Batman: Dark Tomorrow) segue gli eventi di Superman: Y2K, durante i quali Brainiac 13 ha infettato la città di Metropolis con un virus tecnologico. Superman è riuscito a impedirne la diffusione, ma, come risultato, la città è diventata una vera "Città del Domani", con tanto di macchine galleggianti. All'inizio del gioco, Brainiac 13 ritorna a Metropolis nel tentativo di raccogliere la tecnologia risiedente nella città, provocando il caos.
Il giocatore, che ovviamente controllerà Superman, viaggerà verso numerose aree, come la città di Metropolis, l'orbita terrestre, un campo di asteroidi, il pianeta Warworld e la Zona fantasma. Oltre a Brainiac, tra i cattivi del gioco troviamo Lex Luthor, Mongul, Metallo, Bizarro #1 e Cyborg Superman.

## Modalità di gioco
La maggior parte del gameplay contiene un tempo limite entro il quale vanno completati certi obiettivi. Un tema in comune tra i vari livelli richiede che Superman viaggi a grandi distanze in tutta Metropolis (e gli altri scenari di gioco), ad esempio allo scopo di spegnere incendi col suo respiro glaciale, salvare civili trasportandoli in un posto più sicuro, portare un veicolo rubato da malfattori e riportarlo alla legge, o combattere orde di robot al servizio di Brainiac 13. Molti nemici, in particolare i robot, possiedono la caratteristica di essere invulnerabili a un certo tipo d'attacco, a seconda del colore del bersaglio: quelli segnati da un reticolo giallo sul nemico sono vulnerabili agli attacchi fisici ravvicinati, quelli dal blu sono deboli contro il respiro glaciale, e quelli dal viola sono deboli contro i laser oculari. Superman è anche in grado di usare la sua vista a raggi X, che permette di vedere oltre la superficie di Metropolis e attraverso gli edifici, utile per trovare bombe o altre armi, e ancor di più se si usa il super udito. Volare richiede invece entrambe le levette analogiche.

## Accoglienza
| Testata                            | Giudizio |
| ---------------------------------- | -------- |
| GameRankings (media al 30-01-2020) | 42.28%   |
| Metacritic (media al 30-01-2020)   | 44/100   |
| 1UP.com                            | D+       |
| AllGame                            | [ 6 ]    |
| EGM                                | 3.5/10   |
| Game Informer                      | 4.75/10  |
| GamePro                            | [ 9 ]    |
| GameSpot                           | 6.4/10   |
| GameZone                           | 4.9/10   |
| IGN                                | 4.7/10   |
| OXM (USA)                          | 5.8/10   |
| X-Play                             | [ 14 ]   |
| Entertainment Weekly               | D−       |
| Maxim                              | 4/10     |

Il gioco ha ricevuto un'accoglienza mediocre, con vari controlli mal funzionanti e le missioni ripetitive che il gioco presenta. Ha ricevuto un punteggio da parte del 42.28% da parte di GameRankings, e un 44 su 100 da parte di Metacritic. IGN lo ha chiamato "pura kryptonite", dichiarando "Sono convinto che Superman abbia una bottiglia di Wild Turkey nella sua tasca posteriore. Per quale altro motivo è così difficile da controllare?"
GameSpot è stato più generoso nei confronti del gioco, lodandone la storia, gli ambienti enormi e dettagliati, e l'uso delle abilità speciali di Superman, come la vista a raggi x. Tuttavia, ne ha criticato il "problematico" sistema di controlli e le missioni ripetitive e difficili da completare data la relativamente bassa velocità e il poco limite di tempo per completarle.